# زانیوخچا
زانیوخچا (به لاتین: Zanyukhcha) یک منطقهٔ مسکونی در روسیه است که در استان آرخانگلسک واقع شده‌است.